# 일리노이 대학교 스프링필드
일리노이 대학교 스프링필드(University of Illinois Springfield, UIS)는 미국 일리노이주 스프링필드에 위치한 공립 대학이다. 이 대학교는 1969년에 산가몬 주립 대학교(Sangamon State University)라는 교명으로 설립되었고 1995년 7월 1일에 일리노이 대학교 시스템의 일부가 되었다. 캠퍼스의 주요 저장소인 부르큰스 도서관은 약 800,000권의 책과 연재물, 그리고 일리노이 대학교 시카고와 일리노이 대학교 어배너-섐페인 캠퍼스의 접근 가능한 자원들을 보유하고 있다.
일리노이 대학교 스프링필드는 2022년 가을 기준 4,198명의 학생들을 보유하고 있다.